# 博洛特諾耶區

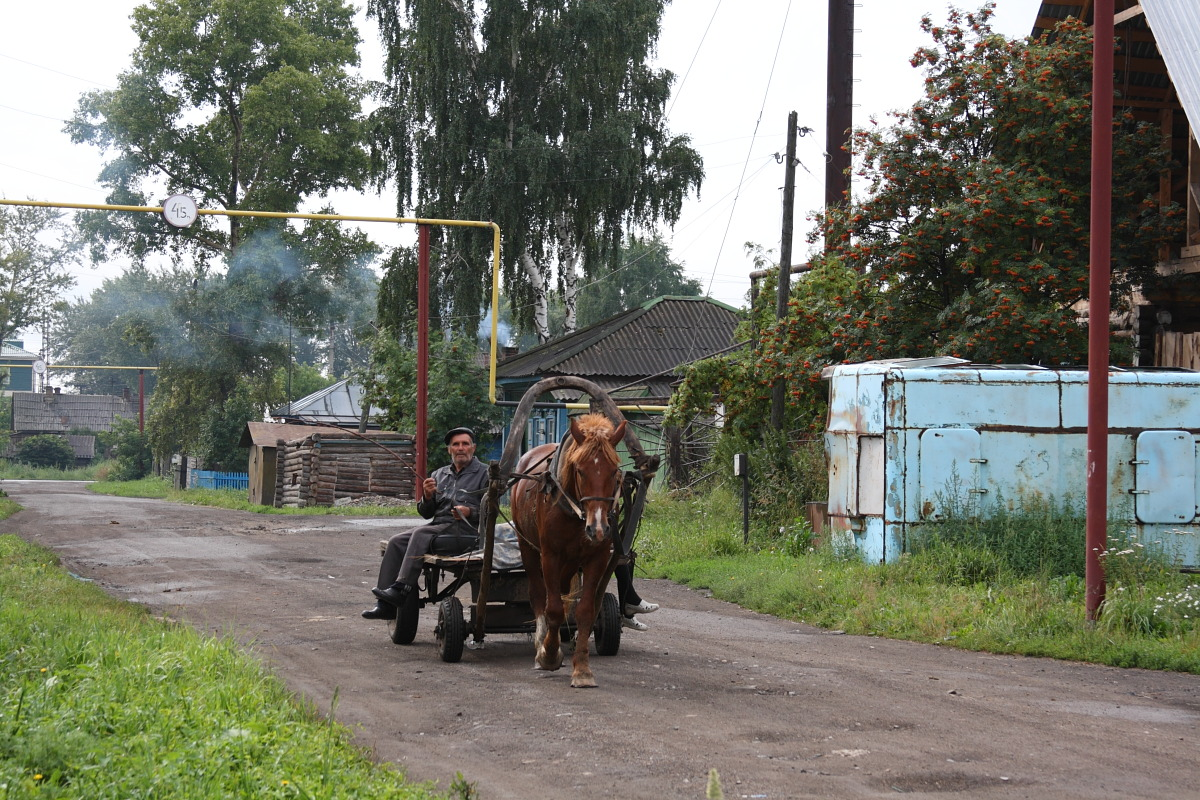

55°40′N 84°24′E / 55.667°N 84.400°E
博洛特諾耶區（俄语：Болотнинский район），是俄羅斯的一個區，位於該國南部，由新西伯利亞州負責管轄，面積3,374平方公里，2010年人口29,365，人口密度每平方公里8.7人。